# Jimmy Eat World
Jimmy Eat World — американський альтернативний рок-гурт з міста Меса, штат Аризона, який сформувався в 1993 році. Гурт випустив 8 студійних альбомів та багато синглів.

## Учасники
- Джим Едкінс — вокал, гітара
- Том Лінтон — ритм-гітара. бек-вокал
- Рік Берч — ударні
- Зак Лінд — бас-гітара, бек-вокал

## Дискографія

### Студійні альбоми
- Jimmy Eat World (1994)
- Static Prevails (1996)
- Clarity (1999)
- Bleed American (2001)
- Futures (2004)
- Chase This Light (2007)
- Invented (2010)
- Damage (2013)
- Integrity Blues (2016)
- Surviving (2019)